# JLG/JLG – Godard über Godard
JLG/JLG – Godard über Godard (Originaltitel: JLG/JLG, autoportrait de décembre; im Weiteren nur: JLG/JLG) ist ein Film von Jean-Luc Godard. Im Film heißt es, und Godard hat es in Interviews betont: „Ein Selbstporträt, keine Autobiographie.“

## Entwurf
Ideen und Entwürfe für sein Selbstporträt notierte Godard seit Anfang der 1990er Jahre, zu einer Zeit also, in der er parallel und mit Priorität an seinem langjährigen Projekt Geschichte(n) des Kinos (Histoire(s) du cinéma) arbeitete. In einem Text mit dem Titel „Scénario 2“ aus 1993 heißt es:

„Der Film ist aufgebaut, ist zusammengesetzt aus der ineinander verflochtenen und sich gegenseitig stimulierenden Mischung von vier Elementen […]: A: die durchquerten Landschaften / B: die realisierten Filme / C: die nicht realisierten Filme / D: JLGs alltägliches Handeln. […] A: […] Es werden Landschaften der eigenen Kindheit oder jedenfalls der Vergangenheit sein, ohne einen einzigen Menschen darin. Zugleich sind es die gegenwärtigen Landschaften, wo die Filmaufnahmen stattfinden. […] D: […] Und diese ganzen zweiundsechzig plus drei Jahre könnten enden mit einer Wiederbegegnung mit der Figur des Idioten und/oder des Fürsten, den man schon in Schütze deine Rechte (Soigne ta droite) gesehen hat, wie er jetzt hier durch einen großartigen Rückhand-Return seines Gegners am Tennisnetz passiert wird, wie er – unfähig sich zu bewegen – nur noch einen weißen Blitz vorbeizischen sieht und mit einem Lächeln die Worte von Faulkner hört: „Die Vergangenheit ist niemals tot, sie ist nicht einmal vergangen.““

Der Film wurde schließlich im Auftrag von Gaumont anlässlich der Feierlichkeiten im New Yorker MoMA zum 100-jährigen Bestehen des Filmkonzerns produziert.

## Inhalt
Einige der eigenen realisierten Filme – dabei bevorzugt eher unbekanntere – finden Erwähnung, auch das Thema der nicht realisierten Filme klingt an, aber zu wesentlichen Elementen des Films sind diese zunächst vorgesehenen Teile nicht geworden. An ihre Stelle sind zahlreiche zum Teil mit Quellenangabe versehene, zum Teil ohne Quellenangabe vorgetragene Zitate aus (kunst-)historischer und philosophischer Literatur getreten. – In feinerer Aufgliederung als in Godards Entwurf können folgende Elemente identifiziert werden:
- Zahlreiche Aufnahmen vom Ufer des Genfer Sees und der Landschaft auf seiner Schweizer Seite im Kanton Waadt (frz. Vaud),
- einige Innenaufnahmen aus Godards Haus in Rolle – auffallend häufig von den Gemälden, Zeichnungen, Drucken an den Wänden,
- Godard, zitierend aus Büchern[A 4] oder eigene Gedanken darlegend,
- Filmzitate – mal gezeigt auf kleinen Monitoren, mal nur im Ton dokumentiert,
- kurze fiktive Sequenzen: Kontrolleure eines „Centre du cinéma“ inspizieren Godards Bücher- und Videokassetten-Regale, oder: eine junge, blinde Schnittassistentin bewirbt sich bei Godard (und macht ihre Arbeit sehr gut),
- Godard in Alltagssituationen – wie beim schon im Entwurf vorgesehenen Tennisspielen.
- Die Musik des Films besteht aus kurzen, jeweils deutlich ein- und aussetzenden Ausschnitten klassischer und sogenannter Neuer Musik. Die Komponisten der verwendeten Musikstücke sind Arvo Pärt, Ludwig van Beethoven, Werner Pirchner, Paul Hindemith, Dino Saluzzi und David Darling.[A 5]
- Neben Sprache, Atmo-Geräuschen und Musik setzt Godard in JLG/JLG drei häufig wiederkehrende Tonelemente ein, die auch in den Histoire(s) du cinéma und anderen Filmen derselben Periode Verwendung fanden: das Schrillen eines Telefons (damit beginnt der Film, noch vor den ersten Bildern), das Schreien von Krähen sowie ein „Klaviercluster-Schlag [tiefer Töne] mit sehr langem Nachhall“ (Jürg Stenzl).

Godard setzt sich abwechselnd in zwei Typisierungen ins Bild: Mal ist er der konzentriert, mit Bleistift in der Hand, erst Wittgenstein, dann Diderot zitierende Bibliophile, mal wirkt er mit Bommelwollmütze und der unvermeidlichen Zigarre als der etwas verwirrte Alte.

## Aufführungen
Die Uraufführung von JLG/JLG fand am 6. Mai 1994 in Anwesenheit von Godard in New York im Rahmen einer mehrmonatigen Gaumont-Retrospektive statt.
Die deutsche Erstaufführung von JLG/JLG fand im Februar 1995 bei den Internationalen Filmfestspielen Berlin statt, wo der Film in der Programmreihe „Panorama“ lief. – Die deutsche Fernseh-Erstaufführung war am 1. Februar 2001 im ZDF.

## Rezeption – Einige Beschreibungen von Godards Verfahren
„Zwei »Landschaften« bestimmen JLG/JLG […]: zum einen das Außen der lichterfüllten Bilder des Genfersees, der Bäume und verschneiten Wege, zum anderen das dunkle Innere von Godards Haus: Ruhige Travellings vorbei an vollen und wohlgeordneten Büchergestellen, Reinigungsarbeiten, Arbeitstische, Filmmonitore und der lesende, vorlesende, monologisierende Jean-Luc Godard. […] Was Godard sprechend und lesend in seinem »Selbstporträt« äußert, sind paradoxerweise größtenteils Fremdzitate.“

„»Es gibt die Regel. Gut. Es gibt die Ausnahme. Gut. Die Regel ist die Kultur. Nein. Die Kultur ist es, die die Regel ist. Die Teil der Regel ist. Und da ist die Ausnahme, die Kunst ist. Die Teil der Kunst ist.« In seinem filmischen Selbstportrait »JLG/JLG – Godard über Godard« (1994) meditiert der 65jährige Jean-Luc Godard über die Ausnahme. Das Ganze ist aufgenommen mit einer Stehlampe zur Ausleuchtung, der Regisseur wird zur schwarzen Silhouette, weil er von der Kamera aus gesehen vor der Lampe sitzt. Eigentlich organisiert man das Licht für so ein Bild anders. »Alle sagen: ›Die Regel‹. Zigaretten, Computer, T-Shirts, Fernseher, Tourismus, Krieg.« Godard spricht für die Kamera mit sich selbst, es folgt ein Schnitt in den Satz und auf einen Steg, der auf den Genfer See hinausführt, eine Entenfamilie links im Bild, sakrale Musik. Ein Wort auf einem Notizblock (»Windmonat«), eine Eisfläche, die Zeichnung einer nackten Tänzerin an der Wand, die Stimme des Regisseurs, die über die Angst spricht und dann wieder über die Ausnahme, zu der er sich offensichtlich zählt. Mit Recht.“

„Was an JLG/JLG von Anfang an auffällt, ist das offensichtliche und unabwendbare Bedürfnis, Gedanken zu formulieren, und der irritierende Kräfteverfall des Gesagten. Dieses «Selbstporträt», das von Beginn an sorgsam die physischen Aspekte seines Studienobjekts in ausgedehnten Dunkelzonen vor uns verbirgt, versucht eine alte Praktik aus der Malerei und der Literatur auf das Kino zu übertragen. Weit davon entfernt, die Charakterzüge und die Lebensgeschichte seines Schöpfers zu erhellen, stürzt sich der Film in die finsteren Regionen des solipsistischen Denkens, wo das Ich, aufgebläht vom Gewicht seines Bewusstseins und seiner Sprache, sich als Qualität gegenüber der quantitativen Existenz der Dinge präsentiert. Es handelt sich also weder um eine Autobiografie noch um eine Psychoanalyse des Ichs des Filmemachers, und noch weniger um einen objektiven Blick auf die Welt, die ihn umgibt. […] Mit sparsamen Bildern und verschwenderischen Deklamationen, die vom Überschattetwerden des Bildes durch den Ton zeugen, geistern die Personen-Gespenster des Films um den in seiner platonischen Pose erstarrten alten Mann herum.“

## DVD-Veröffentlichung
- Jean-Luc Godard Collection No. 1. Tobis / Universum Film, 2006. – Dort als Disc 3: Bonusmaterial. Französisch, wahlweise mit deutschen Untertiteln.